# Stonefort (Illinois)
Stonefort est un village situé en limite des comtés de Saline et de Williamson dans l'Illinois, aux États-Unis,. Le village est incorporé le 24 juillet 1894.

## Démographie
Lors du recensement de 2010, le village comptait une population de 297 habitants. Elle est estimée, en 2016, à 294 habitants.

### Source de la traduction
- (en) Cet article est partiellement ou en totalité issu de l’article de Wikipédia en anglais intitulé « Stonefort, Illinois » (voir la liste des auteurs).